# 300: Rise of an Empire
300: Rise of an Empire (br: 300: A Ascensão do Império; pt: 300: O Início de um Império) é um filme de ação e guerra épica americano de 2014, baseado no romance de Frank Miller, dirigido por Noam Murro, sendo a sequência do filme 300,  de 2007. Produzido e roterizado por Zack Snyder (que dirigiu o primeiro filme), estrelado por Eva Green, Sullivan Stapleton, Rodrigo Santoro, Callan Mulvey, Hans Matheson, Jack O'Connell e Lena Headey. Foi lançado em 3D e IMAX em 7 de março de 2014.
Esta sequência da épica saga ocorre antes, durante e após os principais eventos do filme 300 e com base na Batalha de Artemísio e na Batalha de Salamina. Leva a ação a outro tipo de campo de batalha, o mar, à medida que o político e general ateniense Temístocles busca unir a Grécia, enquanto lidera um exército naval que tentará mudar o rumo da guerra, lutando contra as grandiosas forças Persas, lideradas pelo xá aquemênida Xerxes (mortal que virou deus) e a vingativa sátrapa e comandante Artemísia.
Este filme segue mantendo vários estilos cinematográficos, evidenciando-se a animação ao estilo de uma banda desenhada. Grande parte do filme foi realizado utilizando a técnica do chroma key.

## Sinopse
Em 490 A.C Os gregos derrotam os persas na Batalha de Maratona e o rei persa Dario I é morto pelo general Temístocles de Atenas, que foi testemunhada por seu filho Xerxes, que em seguida é aconselhado pela Comandante Artemísia a não insistir na guerra pois "Só deuses podem derrotar os gregos". Porém ela afirma que as últimas palavras de Dario foram um desafio para Xerxes e, assim o envia à uma viagem ao deserto. E ao chegar lá, se banha em um líquido de outro mundo, emergindo como um "Deus-Rei", asism  declarando Guerra à Grécia.
Xerxes então avança para Termopilas, e o General Temístocles se reúne com os conselheiros e os convence a mandar um exército ao mar a fim de reter os persas. Devido isso, pede ajuda ao rei Leônidas em Esparta, porém Dilios o informa que ele está consultando o Oráculo de Delfos e Gorgo é relutante ao lado de Atenas.
Mais tarde porém ele reencontra Scyllias que havia se infiltrado entre os Persas e descobre a origem de Artemísia
Artemísia era nascida entre os gregos mas foi embora para a Pérsia, após perder sua família, ela foi levada como escrava sexual, até ser salva e adotada por um emissário persa. Sua sede de vingança chamou a atenção de Dario e a fez general da marinha após matar muitos inimigos.Após isso descobre que com somente 300 homens Leônidas vai para Termopilas.
Temístocles lidera seus 50 navios de Batalha e seus homens que incluem Scyllias, Calisto, seu braço direito Aesyklos para o Mar Egeu, iniciando-se a Batalha de Artemisium. Eles colidem seus navios com os navios persas, matando muitos guerreiros. No dia seguinte, simulam uma retirada e guiam os persas a uma fenda onde ficam presos. Os Gregos atacam os persas levando os penhascos acima matando inúmeros persas. Artemísia impressiona-se com as suas habilidades e tenta seduzi-lo e convencê-lo a se unir aos persas, porém ele se recusa e Artemísia jura vingança contra ele.
Os persas jogam alcatrão no mar e mandam bombistas suicidas para embarcar nos navios da Grécia com bomba de fogo. Artemísia manda seus soldados mandarem flechas flamejantes e tochas a fim de inflamar o alcatrão, um soldado grego mata um persa que cai no alcatrão com uma tocha fazendo com que navios(gregos e persas) explodissem, Temístocles quase morre em uma explosão mais é salvo, Aesyklos,e os persas se retiram. Após isso Temístocles descobre que poucos homens e apenas seis navios sobreviveram ao ataque persa.
Daxos, um general arcadiano informa a morte de Leônidas e seus 300 homens após Ephialtes trair os gregos. Temístocles então vai a Atenas e encontra o traidor que diz que Xerxes planeja destruir Atenas. Ephialtes diz estar arrependido de seus atos,sendo poupado por Temístocles, ele pode advertir Xerxes de que as forças gregas estão se reunindo em Salamis. Ele faz uma visita a Gorgo que esta de luto pelo marido para pedir ajuda mas ela esta tomada com sua tristeza. Antes de partir, ele da o xiphidion (espada espartana) de Leônidas a ela, e a exorta a se vingar.
Em Atenas, o exército de Xerxes está completo quando Ephialtes chega para entregar a mensagem de Temístocles. Ao saber que ele está vivo, Artemisa deixa para preparar toda a marinha para a batalha. Xerxes sugere um plano mais cauteloso, mas ela ainda sai para a batalha, ignorando o conselho de Xerxes.
Os dois exércitos se encontram no mar iniciando-se a Batalha Naval de Salamina.Temístocles e Artemísia iniciam um confronto no qual ambos se ferem. 
Nessa hora navios das várias cidades-estados da Grécia chegam, todos se unem contra os persas. Daxos lidera o exército arcadiano, Temístocles pede para que Artemísia se renda. Xerxes vê a batalha de um penhasco e vira as costas para ela reconhecendo que perdeu. Artemísia tenta matar Temístocles mas é morta com uma  empunhada na barriga. Enquanto Dilios lidera o assalto grego, Temístocles e Gorgo tomam um momento para reconhecer silenciosamente a aliança do outro enquanto os restantes persas tentam um contra-ataque. Os três então avançam uma última vez com todo o exército grego.

## Elenco
- Eva Green como Artemísia;
- Sullivan Stapleton como Temístocles;
- Rodrigo Santoro como Imperador Xerxes I;
- Callan Mulvey como Scyllias;
- Jack O'Connell como Calisto;
- Lena Headey como Rainha Gorgo
- Hans Matheson como Aesyklos;
- David Wenham como Dilios.

## Produção
Em junho de 2008, os produtores Gianni Nunnari, Mark Canton e Bernie Goldmann revelaram que havia começado a produção de uma continuação de 300. Legendary Pictures anunciou que Frank Miller, que escreveu a série de quadrinhos de 1998, do qual o filme 300 foi baseado, estava escrevendo um romance de acompanhamento gráfico, e Zack Snyder, co-roteirista e diretor do filme anterior da série, demomstrou interesse pelo projeto, e estavam pensando em dirigir a nova adaptação, mas escolheu participar do desenvolvimento e dirigir o reboot Man of Steel. Noam Murro assinou como diretor, enquanto Snyder é definida para produzir. O filme será centralizado no líder grego Temístocles, interpretado pelo ator australiano Sullivan Stapleton.
Logo no inicio do desenvolvimento do longa-metragem era intitulado de Xerxes. Durante a pré-produção, o filme foi renomeado para 300: Battle of Artemisium; mas logo depois sendo renomeado finalmente para 300: Rise of an Empire, em setembro de 2012.